# Castillo de la Luz
Castillo de la Luz är ett slott i Spanien.   Det ligger i provinsen Provincia de Las Palmas och regionen Kanarieöarna, i den sydvästra delen av landet, 1 700 km sydväst om huvudstaden Madrid. Castillo de la Luz ligger 9 meter över havet. Det ligger på ögruppen Kanarieöarna.
Terrängen runt Castillo de la Luz är kuperad åt sydväst, men norrut är den platt. Havet är nära Castillo de la Luz åt nordost. Närmaste större samhälle är Las Palmas de Gran Canaria, 5,5 km söder om Castillo de la Luz. 

## Bilder

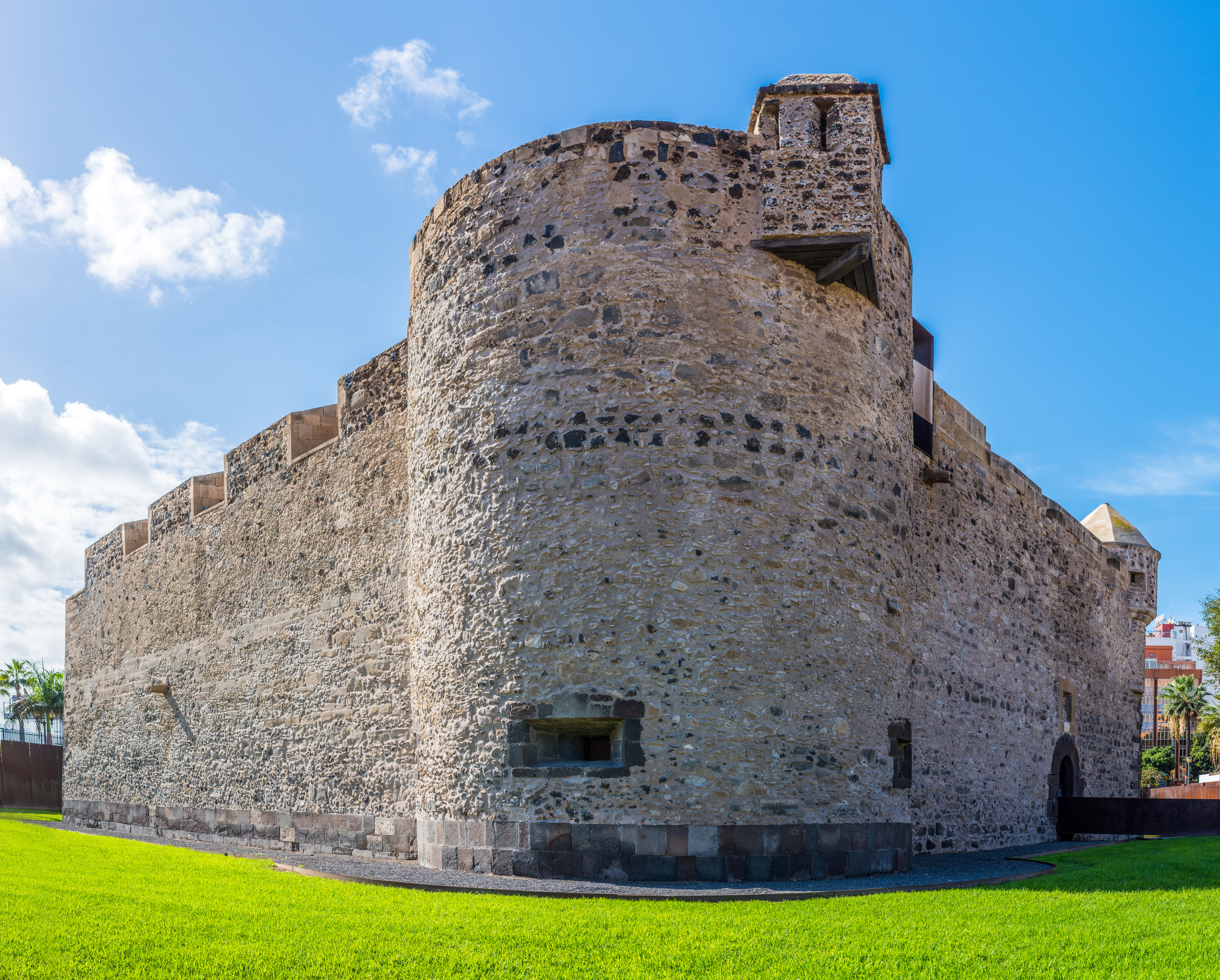
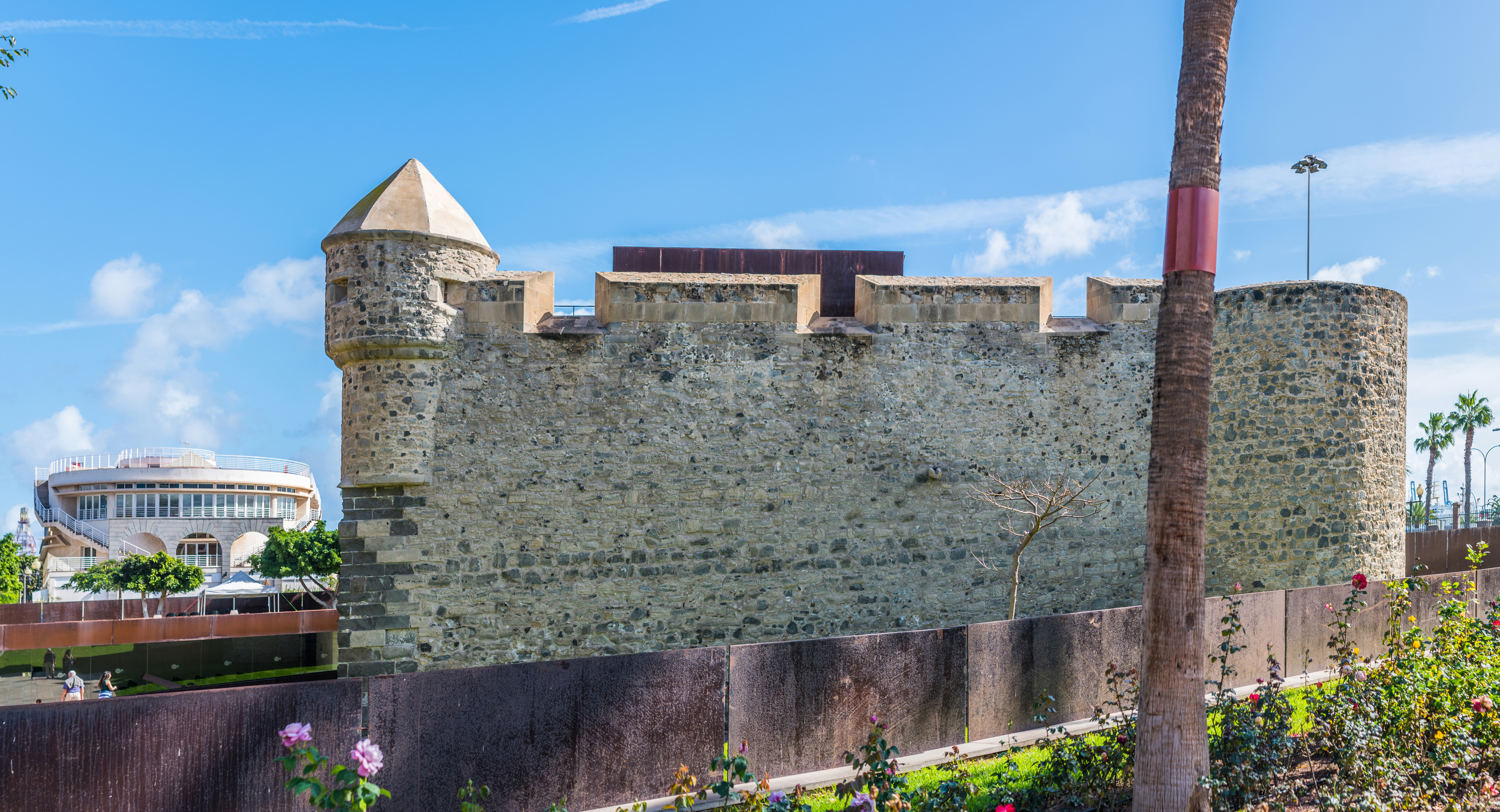
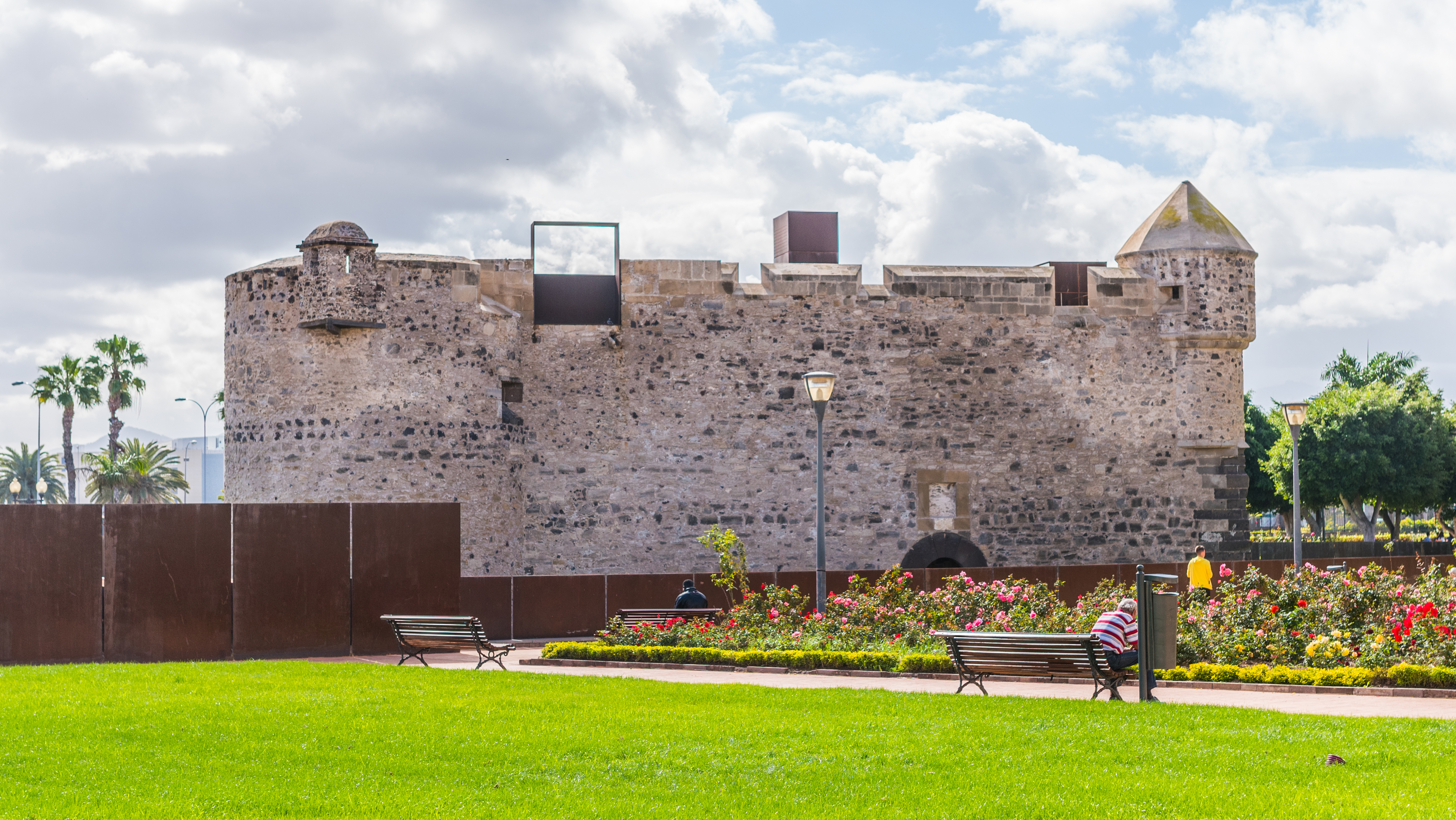
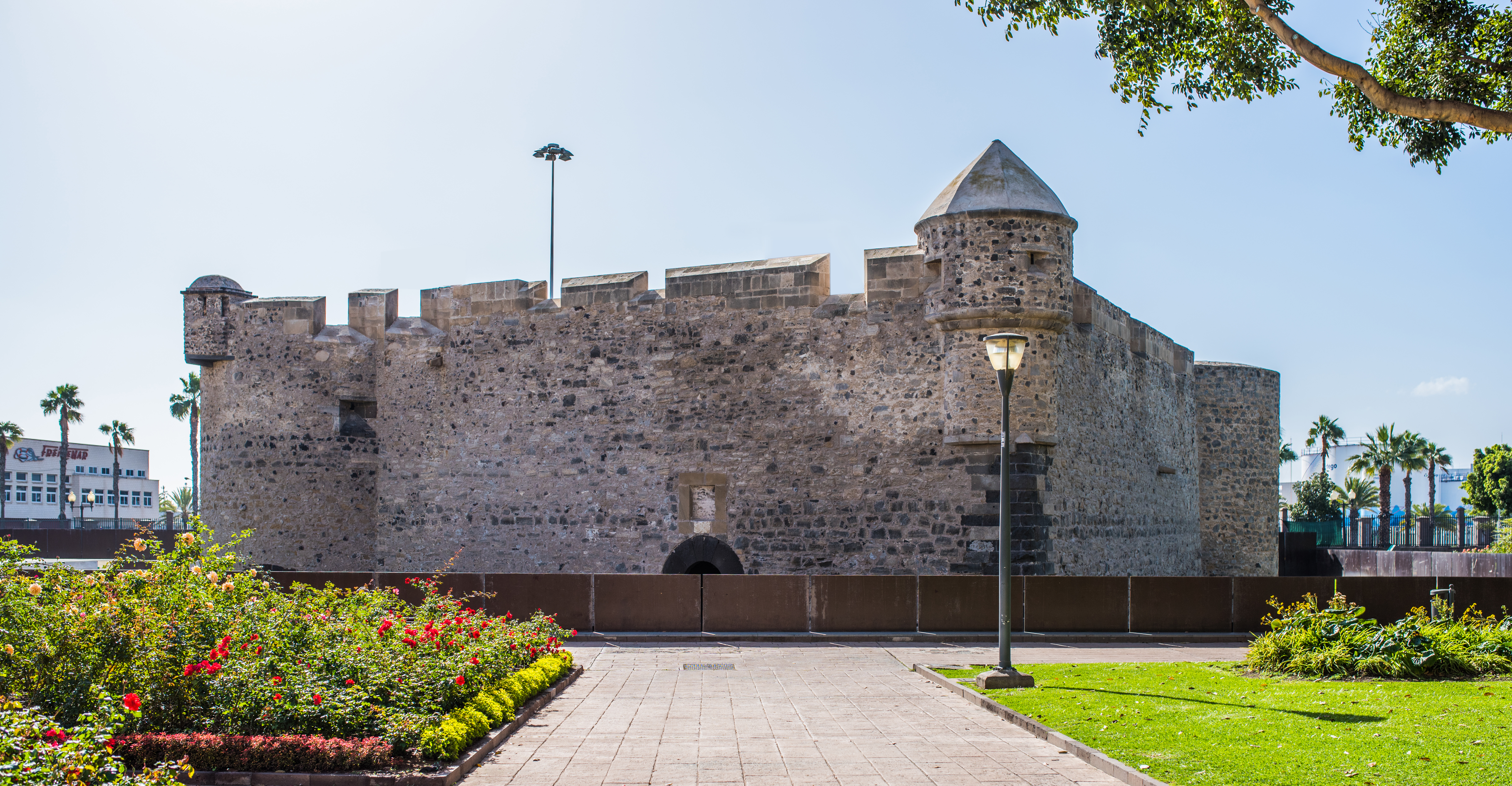